# 1264 Letaba
1264 Letaba (1933 HG) là một tiểu hành tinh vành đai chính được phát hiện ngày 21 tháng 4 năm 1933 bởi C. Jackson ở Johannesburg (UO).